# Coelichneumon ruficauda
Coelichneumon ruficauda är en stekelart som först beskrevs av Wesmael 1845.  Coelichneumon ruficauda ingår i släktet Coelichneumon och familjen brokparasitsteklar. Arten är reproducerande i Sverige. Inga underarter finns listade i Catalogue of Life.